# Горловский, Александр Самойлович
Александр Самойлович Горловский (5 мая 1930, Ленинград — 2 апреля 1988, Загорск) — русский и советский писатель, литературный критик.

## Биография
Родился в семье профессора Военной Академии, декана педагогического института, с 1930 директора Ленинградского института филологии, лингвистики и истории. В 1934 отец Горловского был уволен и выслан. Через 2 года он был арестован, и семья, обязанная покинуть город в течение 24 часов, уехала в деревню под Тарусой.
Мать Горловского, Евгения Павловна, была знакома с Надеждой Крупской и другими членами семьи Ульяновых, с писателями, поэтами (в том числе Владимиром Маяковским), видными общественными деятелями. Горловский описал её судьбу в «Повести о маме».
В студенческие годы Горловский был арестован как сын «врага народа». За арестом последовала ссылка в Казахстан, из которой он вернулся только после смерти Сталина. Период жизни за решёткой описан им в произведении «Академия, или несколько месяцев из жизни молодого человека начала 50-х годов XX века», опубликованном в 1998 году.
Горловский окончил Карагандинский педагогический институт, а позднее филологический факультет Московского университета. В 1954 году Горловский переехал в Загорск, где стал преподавать русский язык и литературу в кинотехникуме, проработав там до 1981 года. С 1982 возглавлял литературное объединение «Свиток» при библиотеке профкома Загорского оптико-механического завода. Впоследствии библиотека была названа его именем.
Двое детей, трое внуков.

## Литературная деятельность
Горловский начал публиковаться в 1960 году. За 26 лет в центральной печати им опубликовано 286 статей и рецензий.
Горловский писал книги, статьи, разрабатывал методики преподавания литературы, а также занимался популяризацией литературного наследия русских, советских и западноевропейских писателей и поэтов. Горловский уделял особое внимание Серебряному веку русской поэзии, в частности, творчеству Марины Цветаевой, Анны Ахматовой, Максимилиана Волошина.
Горловский обладал очень хорошей памятью и был выдающимся чтецом. Современники вспоминают, что он мог часами читать стихи на память, попутно комментируя, сопоставляя с другими, углубляясь в историю их создания, раскрывая поэтическое своеобразие того или иного поэта.

## Сотрудничество с библиотекой
После переезда в Загорск Горловский стал часто выступать в библиотеке. Он читал лекции, был ведущим читательских конференций, встреч с писателями и поэтами, редакциями литературно-художественных журналов. При непосредственном участии Горловского в 1970—1980-х годах были разработаны ежегодные программы занятий литературного факультета Народного университета. Горловский полностью разработал и провел двухлетнюю программу «История русской поэзии двадцатого столетия».
В начале 1980-х годов в библиотеке было создано литературное объединение «Свиток». Горловский возглавлял его с 1982 года. Многие ученики Горловского приняты в Союз писателей России: Владимир Сосин, Софья Солнцева, Лидия Динулова, Мария Муравьева и другие.
Умер в 1988 году. Похоронен на Митинском кладбище.